# Chalcoscirtus lepidus
Chalcoscirtus lepidus là một loài nhện trong họ Salticidae.
Loài này thuộc chi Chalcoscirtus. Chalcoscirtus lepidus được Wanda Wesołowska miêu tả khoa học lần đầu tiên năm 1996.